# Миние-Дание
Миние-Дание (араб. قضاء الضنية‎) — один из 25 районов Ливана, входит в состав провинции Северный Ливан.
Административный центр района — город Эль-Минния.

## География
Район расположен в северо-западной части Ливана и занимает площадь 409 км². На севере граничит с районом Аккар, на юге — с районом Бишари, на востоке — с районом Хермель, на западе — с районом Згарта.

## Муниципалитеты
Административно район разделён на 26 муниципалитетов.